# Palvanen
Palvanen eller Palvasenjärvi är en sjö i Finland. Den ligger i kommunen Kuusamo i landskapet Norra Österbotten, i den nordöstra delen av landet, 600 km norr om huvudstaden Helsingfors. Palvanen ligger 256,6 meter över havet. Den är 9,6 meter djup. Arean är 1,17 kvadratkilometer och strandlinjen är 10,27 kilometer lång. Sjön  ingår i Ijo älvs huvudavrinningsområde. 